# Nazionale femminile di calcio degli Stati Uniti d'America
La nazionale di calcio femminile degli Stati Uniti d'America è la rappresentativa calcistica femminile degli Stati Uniti d'America ed è posta sotto l'egida della locale federazione calcistica (USSF).
In base alla classifica emessa dalla FIFA il 16 agosto 2024, la nazionale femminile occupa il 1º posto del FIFA/Coca-Cola Women's World Ranking.
È la nazionale di calcio femminile più titolata, avendo vinto 4 campionati mondiali (1991, 1999, 2015, 2019), mentre nelle altre edizioni si è classificata seconda o terza, 5 Olimpiadi (1996, 2004, 2008, 2012, 2024), dieci Algarve Cup (2000, 2003, 2004, 2005, 2007, 2008, 2010, 2011, 2013 e 2015) e nove CONCACAF Women's Championship (1991, 1993, 1994, 2000, 2002, 2006, 2014, 2018, 2022).

## Storia

### Anni ottanta
L'approvazione, nel 1972, del Title IX, che metteva fuori legge la discriminazione di genere nei programmi di istruzione finanziati dalla federazione, stimolò negli Stati Uniti la nascita di squadre di calcio femminili nei college, in un'epoca in cui il calcio femminile conosceva una grande crescita di popolarità a livello internazionale. La federcalcio statunitense affidò al CT Mike Ryan l'incarico di reclutare delle giocatrici scegliendole tra quelle delle compagini dei college al fine di partecipare al Mundialito del 1985 organizzato in Italia, il primo torneo calcistico per donne di rilevanza internazionale. La nazionale statunitense esordì il 18 agosto 1985 contro l'Italia, contro cui perse per 1-0, e chiuse il torneo al quarto posto, dopo aver mancato la vittoria contro Danimarca e Inghilterra.
Nel 1986 la federazione puntò dunque sull'allenatrice della squadra della University of North Carolina, Anson Dorrance, che fu la prima CT a tempo pieno, con l'obiettivo di ben figurare al Mundialito successivo e ai futuri tornei internazionali. Nel Mundialito seguente gli USA batterono la Cina, il Brasile e il Giappone, chiudendo alle spalle dell'Italia. Dorrance diede spazio a calciatrici molto giovani quali Mia Hamm, Julie Foudy e Kristine Lilly, lasciando fuori alcune delle calciatrici dei college volute dalla federazione. All'Invitation Tournament del 1988 in Cina, la squadra statunitense fu eliminata ai quarti di finale dalla Norvegia, futura vincitrice del torneo.

### Anni novanta
Dopo il torneo del 1988, la FIFA annunciò un piano per implementare e regolamentare la prima edizione del campionato mondiale femminile di calcio, in programma nel 1991. Nella prima edizione della CONCACAF Women's Championship, ospitata da Haiti nell'aprile del 1991, la nazionale statunitense mostrò una superiorità schiacciante sulle avversarie, battendo per 12-0 Messico e Martinica e per 10-0 Trinidad e Tobago nel girone e per 10-0 Haiti in semifinale, per poi trionfare per 5-0 contro il Canada in finale. In preparazione al primo Mondiale, affrontò varie nazionali europee, mentre le giocatrici statunitensi assunsero lo status di professioniste, abbandonando i lavori che conducevano parallelamente all'attività calcistica. Dorrance usò il modulo 4-3-3, che aveva nel tridente Michelle Akers-Stahl-Carin Jennings-April Heinrichs il punto di forza.
Al Mondiale, in Cina, gli Stati Uniti vinsero tutte e tre le partite del girone, contro Svezia (3-2), Brasile (5-0) e Giappone (3-0), poi eliminò ai quarti di finale Taiwan battendolo per 7-0 con cinque gol di Akers-Stahl nei primi 50 minuti di gioco. In semifinale fu battuta la Germania per 5-2 con tripletta nel primo tempo di Carin Jennings. Le larghe vittorie ottenute nella prima fase avevano fatto guadagnare alla nazionale statunitense di calcio femminile l'attenzione dei media degli States, ma la finale non trovò copertura televisiva in patria. L'atto conclusivo oppose le americane alla Norvegia, che fu sconfitta per 2-1 di fronte ai 65 000 spettatori del Tianhe Stadium di Canton: a decidere il match fu la doppietta di Akers-Stahl, che con 10 gol si laureò capocannoniere del torneo, mentre Carin Jennings fu eletta migliore calciatrice della manifestazione.
Malgrado la vittoria, la nazionale femminile statunitense rimase nell'oscurità, tanto che all'Aeroporto Internazionale John F. Kennedy di New York ricevette un'accoglienza tiepida. La federazione riservò scarse attenzioni alle atlete, impegnata com'era a promuovere la nazionale maschile in vista dell'imminente campionato del mondo 1994, che sarebbe stato ospitato proprio dagli Stati Uniti. Dopo la vittoria iridata la squadra statunitense giocò solo qualche partita nel 1992, ma tornò l'anno dopo per disputare vari tornei tra Cipro, Canada e Stati Uniti, concludendo al secondo posto il CONCACAF Women's Championship del 1993.
In vista del Mondiale del 1995 la squadra si preparò con varie partite. Nel 1994 partecipò all'edizione inaugurale dell'Algarve Cup in Portogallo, dove vinse le due partite del girone, ma perse per 1-0 in finale contro la Norvegia. Vinse poi la Coppa Chiquita, competizione amichevole tenuta lungo la costa orientale degli USA con i padroni di casa e Germania, Cina e Norvegia. Dorrance lasciò l'incarico di CT ai primi di agosto e fu sostituita dal suo vice Tony DiCicco, ex portiere con un passato nella American Soccer League. Con 36 gol fatti e uno solo subito, gli USA di DiCicco vinsero il CONCACAF Women's Championship del 1994, accedendo così al Mondiale del 1995.
Nel febbraio 1995, secondo quanto previsto dallo U.S. women's program, fu aperto un centro di allenamento a Sanford, in Florida, e fu inaugurato un piano di partite amichevoli finanziate da Nike. La nazionale statunitense vinse il proprio girone al Mondiale malgrado un pari (3-3) nella gara inaugurale contro la Cina e l'espulsione del portiere Brianna Scurry nella seconda. Gli Stati Uniti batterono poi per 4-0 il Giappone ai quarti di finale, ma in semifinale ebbero la peggio contro la Norvegia, poi laureatasi campione. Chiuse tuttavia al terzo posto vincendo per 2-0 la finale di consolazione contro la Cina.
Alle Olimpiadi di Atlanta 1996, la nazionale statunitense si aggiudicò, da padrona di casa, la medaglia d'oro. Gli USA vinsero anche il Mondiale del 1999 disputato in casa, grazie al successo in finale contro la Cina per 5-4 ai tiri di rigore dopo lo 0-0 dei tempi supplementari. La vittoria ebbe notevole eco mediatica, tanto che il 10 luglio di quell'anno oltre 90 000 persone assieparono il Rose Bowl di Pasadena per assistere alla finale. Decisiva fu la parata di Briana Scurry sul terzo tentativo cinese dal dischetto, che consentì a Brandi Chastain di consegnare alle sue compagne la vittoria trasformando in rete il suo tiro. L'esultanza di Chastain, che si inginocchiò e rimase in reggiseno, guadagnò la copertina di Sports Illustrated e le prime pagine di molti giornali statunitensi e del mondo. La vittoria ebbe un impatto decisivo su molte giovani statunitensi, che iniziarono ad appassionarsi al calcio e a praticarlo.

### Anni duemila
Al campionato del mondo del 2003 gli USA batterono la Norvegia per 1-0 ai quarti di finale, ma persero per 3-0 la semifinale contro la Germania. La vittoria per 3-1 contro il Canada nel successivo match valse il terzo posto. Abby Wambach fu la migliore marcatrice della squadra con 3 gol, mentre Joy Fawcett e Shannon Boxx entrarono nella top 11 del torneo.
Al campionato del mondo del 2007 la squadra statunitense regolò l'Inghilterra con un secco 3-0, ma in semifinale crollò contro il Brasile (4-0), patendo una delle disfatte più clamorose della propria storia. Il terzo posto fu ottenuto battendo la Norvegia, con Abby Wambach capocannoniera della squadra con 6 gol e Kristine Lilly inserita nella top 11 della manifestazione.

### Anni duemiladieci
Al campionato del mondo del 2011 le statunitensi, dopo essersi classificate al secondo posto nel gruppo C durante la fase a gironi, battute dalla sola Svezia, ai quarti di finale superarono rocambolescamente il Brasile 5-3 solo ai tiri di rigore. La rete siglata da Abby Wambach al 122º minuto, che, in piena zona Cesarini, permise agli Stati Uniti di portare il risultato sul 2-2 al termine dei tempi regolamentari, fu votato come il più importante gol della storia del calcio statunitense e il più importante nella storia del Mondiale femminile. Il torneo degli USA proseguì con la vittoria per 3-1 sulla Francia in semifinale, che consentì alla squadra di disputare la sua terza finale (dopo quelle del 1991 e 1999), dove l'avversaria fu il Giappone, al suo primo risultato significativo in un Mondiale. L'incontro, svoltosi al Commerzbank-Arena di Francoforte sul Meno davanti a 48 817 spettatori, vide le statunitensi andare per prime a rete con Alex Morgan al 69º minuto, vantaggio annullato da una marcatura di Aya Miyama all'81°, che costrinse le squadre ad andare ai supplementari. Nuovamente in vantaggio con Abby Wambach al 104°, le statunitensi furono nuovamente raggiunte al 117° da Homare Sawa e con il risultato di 2-2 il titolo mondiale fu assegnato ai tiri di rigore. Delle rigoriste designate Wambach, che calciò il quarto tiro dal dischetto, fu l'unica delle statunitensi ad andare a segno, contro i 3 centri delle avversarie, che così si aggiudicarono per la prima volta il Mondiale di calcio femminile. Al termine della manifestazione Hope Solo fu premiata come miglior portiere del torneo, mentre Abby Wambach fu insignita del Pallone d'argento come seconda miglior giocatrice della manifestazione.
Alle Olimpiadi del 2012, a Londra, gli USA vinsero la medaglia d'oro per la quarta volta in cinque tornei olimpici di calcio femminile, grazie al successo in finale contro il Giappone per 2-1 di fronte a 80 203 spettatori allo Stadio di Wembley, record di affluenza per una partita di calcio femminile alle Olimpiadi. In semifinale gli USA avevano avuto la meglio sul Canada, battuto per 4-3 dopo i tempi supplementari. Da segnalare, per le statunitensi, il record di gol segnati alle Olimpiadi per una nazionale di calcio femminile (16) e la vittoria finale ottenuta vincendo tutte le partite disputate nel torneo.

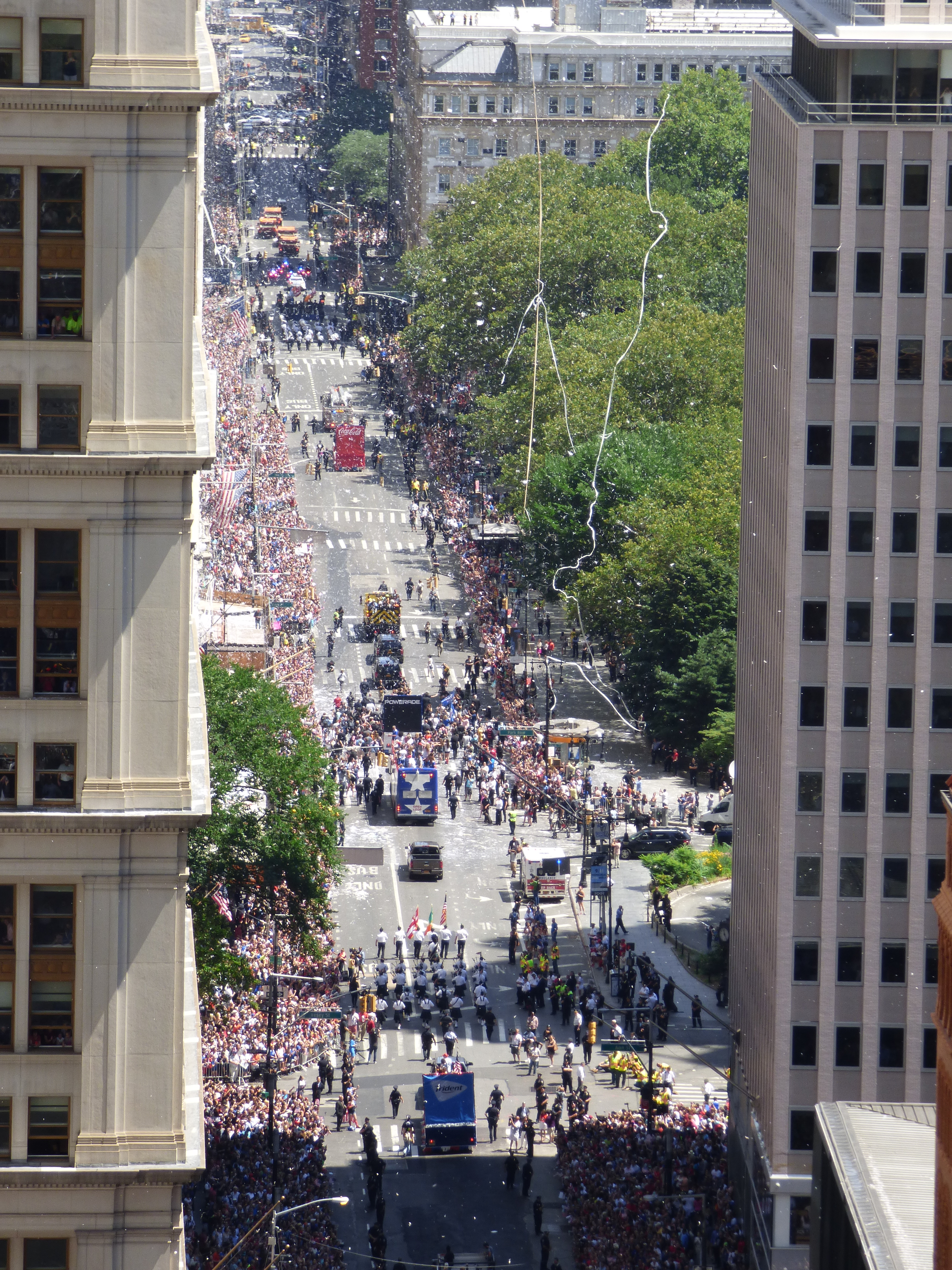
La ticker-tape parade a Manhattan per celebrare la vittoria del Mondiale del 2015.

Nel 2013 fu inaugurata la National Women's Soccer League, che fornì alle giocatrici ai margini della nazionale nuove opportunità di incontri professionistici per mettersi in luce e trovare spazio in squadra. Per due anni, equivalenti a 43 partite consecutive, le statunitensi rimasero imbattute, dalla vittoria per 4-0 nella Coppa Algarve 2012 contro la Svezia alla sconfitta per 1-0 subita contro la Svezia Coppa Algarve 2014.
Seguì il trionfo al campionato del mondo del 2015 giocato in Canada, dove le statunitensi ritrovarono in finale il Giappone, stavolta sconfitto per 5-2. Il successo fece degli USA la prima nazionale di calcio femminile a potersi insignire di tre Coppe del mondo. Tra il 3º e il 16º minuto di gioco Carli Lloyd andò a segno per ben tre volte, realizzando la tripletta più veloce nella storia del Mondiale femminile, portando il risultato sul 4-0 (poco prima della sua terza marcatura c'era stato il gol di Lauren Holiday). Le nipponiche accorciarono il risultato e andarono ancora a segno nella ripresa, ma Tobin Heath fissò il punteggio sul 5-2 già al 54º minuto. Abby Wambach, giunta alla sua ultima presenza al Mondiale, fu salutata con grande calore dal pubblico. La compagine a stelle e strisce fu omaggiata di una ticker-tape parade a New York, la prima parata di questo tipo per una squadra di calcio femminile, e ricevuta alla Casa bianca dal presidente degli Stati Uniti d'America Barack Obama. Il 16 dicembre 2015 la sconfitta per 1-0 contro la Cina nell'ultima partita di Wambach con la nazionale, la prima in casa dopo undici anni, mise fine alla striscia di imbattibilità casalinga di 104 partite.
Alle Olimpiadi del 2016 gli USA pareggiarono contro la Svezia ai quarti di finale, poi persero ai tiri di rigore per 4-3, uscendo per la prima volta prima della finale in un torneo olimpico e per la prima volta prima delle semifinali di un grande torneo internazionale.
La squadra attraversò una fase sperimentale in cui perse tre partite interne, scongiurando poi la quarta sconfitta (evento senza precedenti in un anno solare per gli USA) grazie a una rimonta contro il Brasile. Nel 2017 gli USA disputarono 12 partite, tutte contro le prime 15 nazionali della classifica mondiale femminile della FIFA.
Nel 2018 le statunitensi si aggiudicarono la SheBelieves Cup e il Tournament of Nations.
Nelle qualificazioni al campionato del mondo del 2019 gli USA rimasero imbattuti, fino a portare a 21 la striscia di partite consecutive senza sconfitte. Il trionfo nella CONCACAF Women's Championship 2018, ottenuto battendo per 2-0 in finale il Canada, fu autorevole: gli USA vinsero, infatti, tutte e 5 le partite giocate, con 26 gol segnati e nessuno subito. L'8 novembre 2018 la squadra ottenne la 500ª vittoria della propria storia battendo per 1-0 il Portogallo. Il 2019 iniziò con la sconfitta in casa della Francia per 3-1, che pose fine a una serie di 28 partite senza sconfitte (l'ultima era stata l'1-0 patito contro l'Australia nel luglio 2017).

## Partecipazione ai tornei internazionali
Legenda: Grassetto: Risultato migliore, Corsivo: Mancate partecipazioni

## Palmarès
- Campionato mondiale: 4  (record)

Cina 1991, Stati Uniti 1999, Canada 2015, Francia 2019
- CONCACAF Women's Championship: 9 (record)

Haiti 1991, Stati Uniti 1993, Canada 1994, Stati Uniti 2000, Stati Uniti/Canada 2002, Stati Uniti 2006, Stati Uniti 2014, Stati Uniti 2018, Messico 2022
- Torneo Olimpico: 5 (record)

Atlanta 1996, Atene 2004, Pechino 2008, Londra 2012, Parigi 2024
- CONCACAF Women's Gold Cup

Stati Uniti 2024
- Algarve Cup: 10  (record)

2000, 2003, 2004, 2005, 2007, 2008, 2010, 2011, 2013, 2015
- Tournament of Nations: 1

2018
- SheBelieves Cup: 5  (record)

2016, 2018, 2020, 2021, 2022

## Tutte le rose

### Mondiali femminili
Coppa del Mondo FIFA 19911 Harvey, 2 Heinrichs, 3 Higgins, 4 Werden, 5 Henry, 6 Chastain, 7 Bates, 8 Hamilton, 9 Hamm, 10 Akers, 11 Foudy, 12 Jennings, 13 Lilly, 14 Biefield, 15 Gebauer, 16 Belkin, 17 Allmann, 18 Maslin-Kammerdeiner, CT: Dorrance
Coppa del Mondo FIFA 19951 Scurry, 2 Staples, 3 Manthei, 4 Overbeck, 5 Roberts, 6 Keller, 7 Rafanelli, 8 Hamilton, 9 Hamm, 10 Akers, 11 Foudy, 12 Jennings, 13 Lilly, 14 Fawcett, 15 Venturini, 16 Milbrett, 17 Lalor, 18 Webber, 19 Cromwell, 20 Harvey, CT: DiCicco
Coppa del Mondo FIFA 19991 Scurry, 2 Fair, 3 Pearce, 4 Overbeck, 5 Roberts, 6 Chastain, 7 Whalen, 8 MacMillan, 9 Hamm, 10 Akers, 11 Foudy, 12 Parlow, 13 Lilly, 14 Fawcett, 15 Venturini, 16 Milbrett, 17 Fotopoulos, 18 Webber, 19 Ducar, 20 Sobrero, CT: DiCicco
Coppa del Mondo FIFA 20031 Scurry, 2 Bivens, 3 Pearce, 4 Reddick, 5 Roberts, 6 Chastain, 7 Boxx, 8 MacMillan, 9 Hamm, 10 Wagner, 11 Foudy, 12 Parlow, 13 Lilly, 14 Fawcett, 15 Sobrero, 16 Milbrett, 17 Slaton, 18 Mullinix, 19 Hucles, 20 Wambach, CT: Heinrichs
Coppa del Mondo FIFA 20071 Scurry, 2 Dalmy, 3 Rampone, 4 Whitehill, 5 Tarpley, 6 Kai, 7 Boxx, 8 Ellertson, 9 O'Reilly, 10 Wagner, 11 Lloyd, 12 Osborne, 13 Lilly, 14 Lopez, 15 Markgraf, 16 Hucles, 17 Chalupny, 18 Solo, 19 Jobson, 20 Wambach, 21 Barnhart, CT: Ryan
Coppa del Mondo FIFA 20111 Solo, 2 Mitts, 3 Rampone, 4 Sauerbrunn, 5 O'Hara, 6 LePeilbet, 7 Boxx, 8 Rodriguez, 9 O'Reilly, 10 Lloyd, 11 Krieger, 12 Cheney, 13 Morgan, 14 Cox, 15 Rapinoe, 16 Lindsey, 17 Heath, 18 Barnhart, 19 Buehler, 20 Wambach, 21 Loyden, CT: Sundhage
Coppa del Mondo FIFA 20151 Solo, 2 Leroux, 3 Rampone, 4 Sauerbrunn, 5 O'Hara, 6 Engen, 7 Boxx, 8 Rodriguez, 9 O'Reilly, 10 Lloyd, 11 Krieger, 12 Holiday, 13 Morgan, 14 Brian, 15 Rapinoe, 16 Chalupny, 17 Heath, 18 Harris, 19 Johnston, 20 Wambach, 21 Naeher, 22 Klingenberg, 23 Press, CT: Ellis
Coppa del Mondo FIFA 20191 Naeher, 2 Pugh, 3 Mewis, 4 Sauerbrunn, 5 O'Hara, 6 Brian, 7 Dahlkemper, 8 Ertz, 9 Horan, 10 Lloyd, 11 Krieger, 12 Davidson, 13 Morgan, 14 Sonnett, 15 Rapinoe, 16 Lavelle, 17 Heath, 18 Harris, 19 Dunn, 20 Long, 21 Franch, 22 McDonald, 23 Press, CT: Ellis
Coppa del Mondo FIFA 20231 Naeher, 2 Sanchez, 3 Huerta, 4 Girma, 5 O'Hara, 6 Williams, 7 Thompson, 8 Ertz, 9 DeMelo, 10 Horan, 11 Smith, 12 Cook, 13 Morgan, 14 Sonnett, 15 Rapinoe, 16 Lavelle, 17 Sullivan, 18 Murphy, 19 Dunn, 20 Rodman, 21 Kingsbury, 22 Mewis, 23 Fox, CT: Andonovski

### Giochi olimpici
Calcio ai Giochi Olimpici Estivi 19961 Scurry, 2 Harvey, 3 Parlow, 4 Overbeck, 5 Roberts, 6 Chastain, 7 Wilson, 8 MacMillan, 9 Hamm, 10 Akers, 11 Foudy, 12 Gabarra, 13 Lilly, 14 Fawcett, 15 Venturini, 16 Milbrett, 17 Cromwell, 18 Staples Bryan, 20 Webber, CT: DiCicco
Calcio ai Giochi Olimpici Estivi 20001 Scurry, 2 Fair, 3 Pearce, 4 Overbeck, 5 Serlenga, 6 Chastain, 7 Whalen, 8 MacMillan, 9 Hamm, 10 French, 11 Foudy, 12 Parlow, 13 Lilly, 14 Fawcett, 15 Sobrero, 16 Milbrett, 17 Slaton, 18 Mullinix, CT: Heinrichs
Calcio ai Giochi Olimpici Estivi 20041 Scurry, 2 Mitts, 3 Rampone, 4 Reddick, 5 Tarpley, 6 Chastain, 7 Boxx, 8 Hucles, 9 Hamm, 10 Wagner, 11 Foudy, 12 Parlow, 13 Lilly, 14 Fawcett, 15 Markgraf, 16 Wambach, 17 O'Reilly, 18 Luckenbill, CT: Heinrichs
Calcio ai Giochi Olimpici Estivi 20081 Solo, 2 Mitts, 3 Rampone, 4 Buehler, 5 Tarpley, 6 Kai, 7 Boxx, 8 Rodriguez, 9 O'Reilly, 10 Wagner, 11 Lloyd, 12 Cheney, 13 Heath, 14 Cox, 15 Markgraf, 16 Hucles, 17 Chalupny, 18 Barnhart, CT: Sundhage
Calcio ai Giochi Olimpici Estivi 20121 Solo, 2 Mitts, 3 Rampone, 4 Sauerbrunn, 5 O'Hara, 6 LePeilbet, 7 Boxx, 8 Rodriguez, 9 O'Reilly, 10 Lloyd, 11 Leroux, 12 Cheney, 13 Morgan, 14 Wambach, 15 Rapinoe, 16 Buehler, 17 Heath, 18 Barnhart, CT: Sundhage
Calcio ai Giochi Olimpici Estivi 20161 Solo, 2 Pugh, 3 Long, 4 Sauerbrunn, 5 O'Hara, 6 Engen, 7 Klingenberg, 8 Johnston, 9 Horan, 10 Lloyd, 11 Krieger, 12 Press, 13 Morgan, 14 Brian, 15 Rapinoe, 16 Dunn, 17 Heath, 18 Naeher, CT: Ellis
Calcio ai Giochi Olimpici Estivi 20201 Naeher, 2 Dunn, 3 S. Mewis, 4 Sauerbrunn, 5 O'Hara, 6 K. Mewis, 7 Heath, 8 Ertz, 9 Horan, 10 Lloyd, 11 Press, 12 Davidson, 13 Morgan, 14 Sonnett, 15 Rapinoe, 16 Lavelle, 17 Dahlkemper, 18 Franch, 19 Macario, 20 Krueger, 21 Williams, 22 Campbell, CT: Andonovski
Calcio ai Giochi Olimpici Estivi 20241 Naeher, 2 Fox, 3 Albert, 4 Girma, 5 Rodman, 6 Krueger, 7 Dunn, 8 Williams, 9 Swanson, 10 Horan, 11 Smith, 12 Davidson, 13 Nighswonger, 14 Sonnett, 15 Shaw, 16 Lavelle, 17 Coffey, 18 Murphy, CT: Hayes

### CONCACAF Women's Championship
CONCACAF Women's Championship 20141 Solo, 2 Leroux, 3 Rampone, 4 Sauerbrunn, 5 O'Hara, 6 Engen, 7 Brian, 8 Rodriguez, 9 O'Reilly, 10 Lloyd, 11 Krieger, 12 Holiday, 13 Morgan, 14 Press, 15 Rapinoe, 16 Klingenberg, 17 Heath, 18 Harris, 19 Johnston, 20 Wambach, CT: Ellis
CONCACAF Women's Championship 20181 Naeher, 2 Sonnett, 3 Mewis, 4 Sauerbrunn, 5 O'Hara, 6 Brian, 7 Dahlkemper, 8 Ertz, 9 Horan, 10 Lloyd, 11 Pugh, 12 Mace, 13 Morgan, 14 Short, 15 Rapinoe, 16 Lavelle, 17 Heath, 18 Harris, 19 Dunn, 20 Press, CT: Ellis
CONCACAF Women's Championship 20221 Naeher, 2 Sanchez, 3 Cook, 4 Sauerbrunn, 5 O'Hara, 6 Rodman, 7 Hatch, 8 Huerta, 9 Pugh, 10 Horan, 11 Smith, 12 Girma, 13 Morgan, 14 Sonnett, 15 Rapinoe, 16 Lavelle, 17 Sullivan, 18 Murphy, 19 Fox, 20 Kornieck, 21 Kingsbury, 22 Mewis, 23 Purce, CT: Andonovski

## Rosa
Lista delle 18 giocatrici convocate dalla selezionatrice Emma Hayes per il torneo femminile di calcio ai Giochi della XXXIII Olimpiade, in programma dal 24 luglio al 9 agosto 2024. A queste si aggiungono Jane Campbell, Croix Bethune, Hal Hershfelt e Lynn Williams, indicate come riserve. Il 12 luglio 2024 Lynn Williams ha sostituito l'infortunata Catarina Macario in squadra, mentre Emily Sams è stata aggiunta alla lista delle riserve. Presenze e reti al momento delle convocazioni.
| N. | Pos. | Giocatore         | Data nascita (età)          | Pres. | Reti | Squadra                |
| -- | ---- | ----------------- | --------------------------- | ----- | ---- | ---------------------- |
| 1  | P    | Alyssa Naeher     | 20 aprile 1988 (36 anni)    | 104   | 0    | Chicago Stars          |
| 2  | D    | Emily Fox         | 5 luglio 1998 (26 anni)     | 49    | 1    | Arsenal                |
| 3  | C    | Korbin Albert     | 13 ottobre 2003 (20 anni)   | 11    | 0    | Paris Saint-Germain    |
| 4  | D    | Naomi Girma       | 14 giugno 2000 (24 anni)    | 32    | 0    | San Diego Wave         |
| 5  | A    | Trinity Rodman    | 20 marzo 2002 (22 anni)     | 38    | 7    | Washington Spirit      |
| 6  | D    | Casey Krueger     | 23 agosto 1990 (33 anni)    | 49    | 0    | Washington Spirit      |
| 7  | A    | Crystal Dunn      | 3 luglio 1992 (32 anni)     | 147   | 25   | NJ/NY Gotham           |
| 8  | A    | Lynn Williams     | 21 maggio 1993 (31 anni)    | 65    | 18   | NJ/NY Gotham           |
| 9  | A    | Mallory Swanson   | 29 aprile 1998 (26 anni)    | 92    | 34   | Chicago Stars          |
| 10 | C    | Lindsey Horan     | 26 maggio 1994 (30 anni)    | 148   | 35   | Olympique Lione        |
| 11 | A    | Sophia Smith      | 10 agosto 2000 (23 anni)    | 48    | 19   | Portland Thorns        |
| 12 | D    | Tierna Davidson   | 19 settembre 1998 (25 anni) | 58    | 3    | NJ/NY Gotham           |
| 13 | D    | Jenna Nighswonger | 28 novembre 2000 (23 anni)  | 9     | 2    | NJ/NY Gotham           |
| 14 | D    | Emily Sonnett     | 25 novembre 1993 (30 anni)  | 91    | 2    | NJ/NY Gotham           |
| 15 | A    | Jaedyn Shaw       | 20 ottobre 2004 (19 anni)   | 14    | 7    | San Diego Wave         |
| 16 | C    | Rose Lavelle      | 14 maggio 1995 (29 anni)    | 100   | 24   | NJ/NY Gotham           |
| 17 | C    | Sam Coffey        | 31 dicembre 1998 (25 anni)  | 17    | 1    | Portland Thorns        |
| 18 | P    | Casey Murphy      | 25 aprile 1996 (28 anni)    | 19    | 0    | North Carolina Courage |

## Record individuali
In grassetto le calciatrici ancora in attività in nazionale, statistiche aggiornate 

### Presenze
| Pos. | Giocatrice       | Pres. | Reti | Periodo   |
| ---- | ---------------- | ----- | ---- | --------- |
| 1    | Kristine Lilly   | 354   | 130  | 1987-2010 |
| 2    | Carli Lloyd      | 316   | 134  | 2005-2021 |
| 4    | Christie Rampone | 311   | 4    | 1997-2015 |
| 3    | Mia Hamm         | 276   | 158  | 1987-2004 |
| 5    | Julie Foudy      | 274   | 45   | 1988-2004 |
| 6    | Abby Wambach     | 255   | 184  | 2001-2015 |
| 7    | Joy Fawcett      | 241   | 27   | 1987-2004 |
| 8    | Heather O'Reilly | 231   | 47   | 2002-2016 |
| 9    | Alex Morgan      | 219   | 123  | 2010-     |
| 10   | Tiffeny Milbrett | 206   | 100  | 1991-2005 |

Fonte

### Reti
| Pos. | Giocatrice       | Reti | Pres. | Periodo   | Med  |
| ---- | ---------------- | ---- | ----- | --------- | ---- |
| 1    | Abby Wambach     | 184  | 255   | 2001-2015 | 0.72 |
| 2    | Mia Hamm         | 158  | 276   | 1987-2004 | 0.57 |
| 3    | Carli Lloyd      | 134  | 316   | 2005-2021 | 0.42 |
| 4    | Kristine Lilly   | 130  | 354   | 1987-2010 | 0.37 |
| 5    | Alex Morgan      | 123  | 219   | 2010-2024 | 0.56 |
| 6    | Michelle Akers   | 107  | 155   | 1985-2000 | 0.69 |
| 7    | Tiffeny Milbrett | 100  | 206   | 1991-2005 | 0.49 |
| 8    | Cindy Parlow     | 75   | 158   | 1996-2004 | 0.47 |
| 9    | Christen Press   | 64   | 155   | 2013-     | 0.41 |
| 10   | Megan Rapinoe    | 63   | 203   | 2006-2023 | 0.31 |

Fonte